# Carolyn Treacy
Carolyn Treacy (ur. 19 marca 1982 w Saint Paul) – amerykańska biathlonistka. Uczestniczka Zimowych Igrzysk Olimpijskich 2006.

## Wyniki

### Igrzyska olimpijskie
| Miejsce | Rok  | Miejscowość | Konkurencja      | Strzelanie | Czas biegu | Strata  | Zwycięzca               | Przypisy |
| ------- | ---- | ----------- | ---------------- | ---------- | ---------- | ------- | ----------------------- | -------- |
| 80.     | 2006 | Turyn       | sprint na 7,5 km | 4          | 28:18.7    | +5:47.3 | Florence Baverel-Robert | [ 1 ]    |
| 15.     | 2006 | Turyn       | sztafeta         | 0+3        | 1:25:20.3  | +9:07.8 | Rosja                   | [ 3 ]    |

### Mistrzostwa Świata
| Miejsce | Rok  | Miejscowość   | Konkurencja                | Strzelanie | Czas biegu | Strata  | Zwycięzca        | Przypisy |
| ------- | ---- | ------------- | -------------------------- | ---------- | ---------- | ------- | ---------------- | -------- |
| 83.     | 2007 | Rasen-Antholz | sprint na 7,5 km           | 5          | 29:01.1    | +6:14.2 | Magdalena Neuner | [ 4 ]    |
| 65.     | 2007 | Rasen-Antholz | bieg indywidualny na 15 km | 3          | 55:25.2    | +9:00.9 | Linda Grubben    | [ 5 ]    |
| DNS     | 2007 | Rasen-Antholz | sztafeta                   | DNS        | DNS        | DNS     | Niemcy           | [ 6 ]    |
| 64.     | 2009 | Pjongczang    | bieg indywidualny na 15 km | 3          | 51:55.1    | +7:52.0 | Magdalena Neuner | [ 7 ]    |
| 18.     | 2009 | Pjongczang    | sztafeta                   | 0+1        | 1:17:59.8  | +7:29.8 | Francja          | [ 6 ]    |